# فضل الله نعيمي الاسترآبادي
فضل الله نعيمي الاسترآبادي (741 - 796 هـ) هو مؤسس الفرقة الحروفية.
هو فضل الله بن أبي محمد عبد الرحمان جلال الدين الاسترآبادي المتخلص بـ «نعيمي» والملقب «حلال خور»، ومعناه «حلال المطاعم»، قيل لأنه كان يخيط الطواقي ويقتات ثمنها.

## وفاته
ادعى بأنه خليفة الله في الأرض كآدم وعيسى ومحمد. قال صاحب الذريعة أنه «قُتل واحرق بيد ميران شاه بن تيمورلنك ملك بلاد خرسان وفتوى العلماءبتبريز».

## آثاره
له من الكتب:
- «جاودان نامه بزرگ».
- «جاودان نامه كوچك».
- «نوم نامه».
- «عرش نامه».
- «وصيت نامه».
- «محبت نامه».